# Gemma Jones (taekwondo)
Gemma Jones es una deportista británica que compitió en taekwondo. Ganó una medalla de plata en el Campeonato Europeo de Taekwondo de 1994 en la categoría de –43 kg.

## Palmarés internacional
| Campeonato Europeo | Campeonato Europeo | Campeonato Europeo | Campeonato Europeo |
| Año                | Lugar              | Medalla            | Categoría          |
| ------------------ | ------------------ | ------------------ | ------------------ |
| 1994               | Zagreb (Croacia)   | Medalla de plata   | –43 kg             |